# Philotheca buxifolius
Philotheca buxifolius es una especie de arbusto perteneciente a la familia de las rutáceas. Se encuentra en los alrededores de Sídney, en Nueva Gales del Sur, Australia.

## Descripción
Es un pequeño arbusto que alcanza un tamaño de 0,3 m de altura, los tallos son cilíndricos, de crucería, finamente erizados. Las hojas ± circulares a elípticas u obovadas, de 6-18 mm de largo, 3-12 mm de ancho, en su mayoría glabras, el ápice redondeado y apiculado, la superficie del haz ± plana cóncava y suave, la superficie inferior prominente y glandular; sésiles. Las flores son axilares, solitarias, y no exceden el tamaño de la hoja; pedúnculo 0-2 mm de largo, pedicelos de 2-4 mm de largo, con 4 pequeñas bractéolas en la base. Pétalos amplio-elípticos, de 8-15 mm de largo, blancod (para fuera de color rosa en flor), glabros. Floración: invierno-primavera.

## Distribución y hábitat
Crece en lugares cálidos en la piedra arenisca, se encuentra en los distritos costeros desde Gosford a Ulladulla en Nueva Gales del Sur. 

## Taxonomía
Philotheca buxifolius fue descrita por James Edward Smith y publicado en The Cyclopaedia; or, universal dictionary of arts,. .. 13: no. 2, en el año 1809.
Sinonimia
- Eriostemon buxifolius var. ellipticus G.Don
- Philotheca buxifolia (Sm.) Paul G.Wilson[3][4]